# کادرالازین
کادرالازین(به انگلیسی: Cadralazine) یک داروی کاهنده فشار خون از گروه شیمیایی هیدرازینوفتالازین‌ها است.